# Třída Sarojini Naidu
Třída Sarojini Naidu je třída rychlých pobřežních hlídkových lodí indické pobřežní stráže. Celkem bylo postaveno devět jednotek této třídy, z toho sedm pro Indii a dvě pro Mauricius. Mezi jejich úkoly patří protiteroristické a protipašerácké operace, ochrana rybolovu, nebo mise SAR.

## Stavba
Tříd navrhla a postavila indická loděnice Goa Shipyard Limited (GSL) ve Vasco da Gama.
Jednotky třídy Sarojini Naidu:
| Jméno                              | Spuštěna          | Vstup do služby    | Status  |
| ---------------------------------- | ----------------- | ------------------ | ------- |
| ICGS Sarojini Naidu (229)          | 2002              | 11. listopadu 2002 | aktivní |
| ICGS Durgabai Deshmukh (230)       | 2002              | 29. dubna 2003     | aktivní |
| ICGS Kasturba Gandhi (231)         | 6. července 2005  | 28. října 2005     | aktivní |
| ICGS Aruna Asaf Ali (232)          | 20. října 2005    | 28. ledna 2006     | aktivní |
| ICGS Subhadra Kumari Chauhan (233) | 30. prosince 2005 | 28. dubna 2006     | aktivní |
| ICGS Meera Behn (234)              | 28. ledna 2006    | 25. července 2006  | aktivní |
| ICGS Savitribai Phule (235)        | 28. dubna 2006    | 28. října 2006     | aktivní |
| MCGS Victory (CG-32)               | 29. února 2016    | 10. prosince 2016  | aktivní |
| MCGS Valiant (CG-33)               | 2. února 2017     | 16. srpna 2017     | aktivní |

## Konstrukce

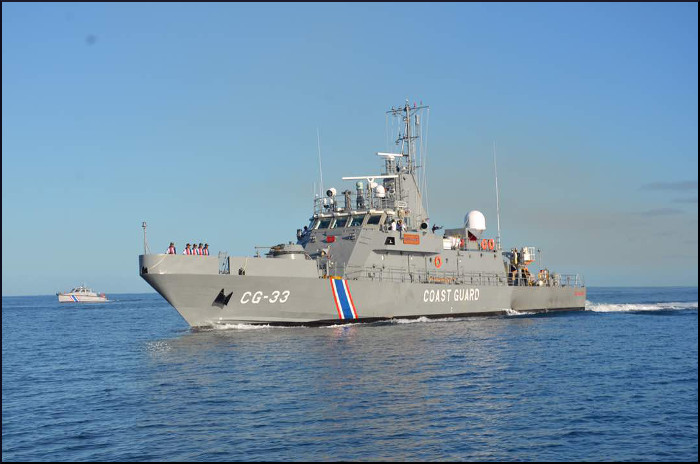
MCGS Valiant (CG-33)

Plavidla jsou vyzbrojena jedním 30mm kanónem CRN-91 s dosahem 4 km a dvěma 12,7m kulomety. Pohonný systém tvoří dvy diesely MTU-F 16V 4000 M90, každý o výkonu 2720 kW, pohánějící trojici vodních trysek KaMeWa 71SII. Nejvyšší rychlost dosahuje 35 uzlů. Dosah je 1500 námořních mil.